# Peter Conrad
Peter Conrad, född 12 april 1945, död 3 mars 2024, var en amerikansk medicinsk sociolog, som har forskat på och publicerat artiklar angående flertalet ämnen som exempelvis ADHD, medikaliseringen av antisocialt beteende, upplevelsen av sjukdom, hälsa i olika insitiutioner, genetik i nyheter, och biomedicinska interventioner.

## Utmärkelser
Conrad har fått flertalet akademiska priser, bland annat Charles Horton Cooley Award (1981) för "Deviance and Medicalization", han har blivit utnämnd till Distinguished Fulbright Fellowship (1997), fått motta Leo G. Reeder priset (2004) från American Sociological Association för hans "utmärkta bidrag till medicinsk sociologi", men även the Lee Founder's Award (2007) " i erkännande av de betydande bidragen, som över en utmärkt karriär, har demonstrerat löpande dedikation till de ideal som grundarna av the Society for the Study of Social Problems, och den humanistiska traditionen av Alfred McClung Lee och Elizabeth Briant Lee."

## Publicerade verk
Conrad varförfattare till mer än  hundra artiklar och kapitel såväl som ett dussin böcker, bland annat:
- Identifying Hyperactive Children: The Medicalization of Deviant Behavior (1975, 2004).

- Deviance and Medicalization:  From Badness to Sickness (with Joseph W. Schneider, 1980, 1992).

- Having Epilepsy:  The Experience and Control of Illness (1983) and The Medicalization of Society:  On the Transformation of Human Conditions into Treatable Disorders (2007).

Han har också redigerat och varit med och redigerat flera volymer, bland annat Handbook of Medical Sociology, femte upplagan, (2000) och 8 upplagor av Sociology of Health and Illness:  Critical Perspectives (1981–2009), en text som används frekvent på kandidatnivå.